# Coupe d'Allemagne féminine de football 1984-1985
Navigation
Édition précédente Édition suivante
Le DFB-Pokal Frauen 1984-1985 est la cinquième édition de la Coupe d'Allemagne féminine.
Il s'agit d'une compétition à élimination directe ouverte aux meilleurs clubs des fédérations régionales. Elle est organisée par la Fédération allemande de football (DFB).
La finale a lieu le 26 mai 1985 pour la première fois au stade olympique de Berlin. Le club FSV Francfort remporte sa première Coupe d'Allemagne.

## Format
Les équipes participantes sont les meilleures équipes des fédérations régionales, chaque fédération envoie une équipe. La compétition commence avec les huitièmes de finale qui se jouent sur un match, comme les quarts de finale et les demi-finales. 
La finale se joue le 26 mai 1985 en lever de rideau de la finale masculine.

## Demi-finales
Les matchs se jouent le 8 avril 1985.
| Equipe 1      | Equipe 2                   | Score |
| ------------- | -------------------------- | ----- |
| FSV Francfort | VfL Wittekind Wildeshausen | 2 - 1 |
| KBC Duisburg  | Bayern Munich              | 2 - 1 |

## Finale
| 26 mai 1985 | FSV Francfort     | 1 - 1   | KBC Duisburg | Stade olympique de Berlin, Berlin |                      |
|             |                   | (1 - 0) |              | Spectateurs : 25 000              | Spectateurs : 25 000 |
|             | Tirs au but 4 - 3 |         |              | Spectateurs : 25 000              | Spectateurs : 25 000 |

- Le FSV Francfort remporte son premier trophée, c'est également la première finale qui se décide aux tirs au but[2].